# Xã Jennings, Quận Owen, Indiana
Xã Jennings (tiếng Anh: Jennings Township) là một xã thuộc quận Owen, tiểu bang Indiana, Hoa Kỳ. Năm 2010, dân số của xã này là 846 người.